# Waterford Crystal

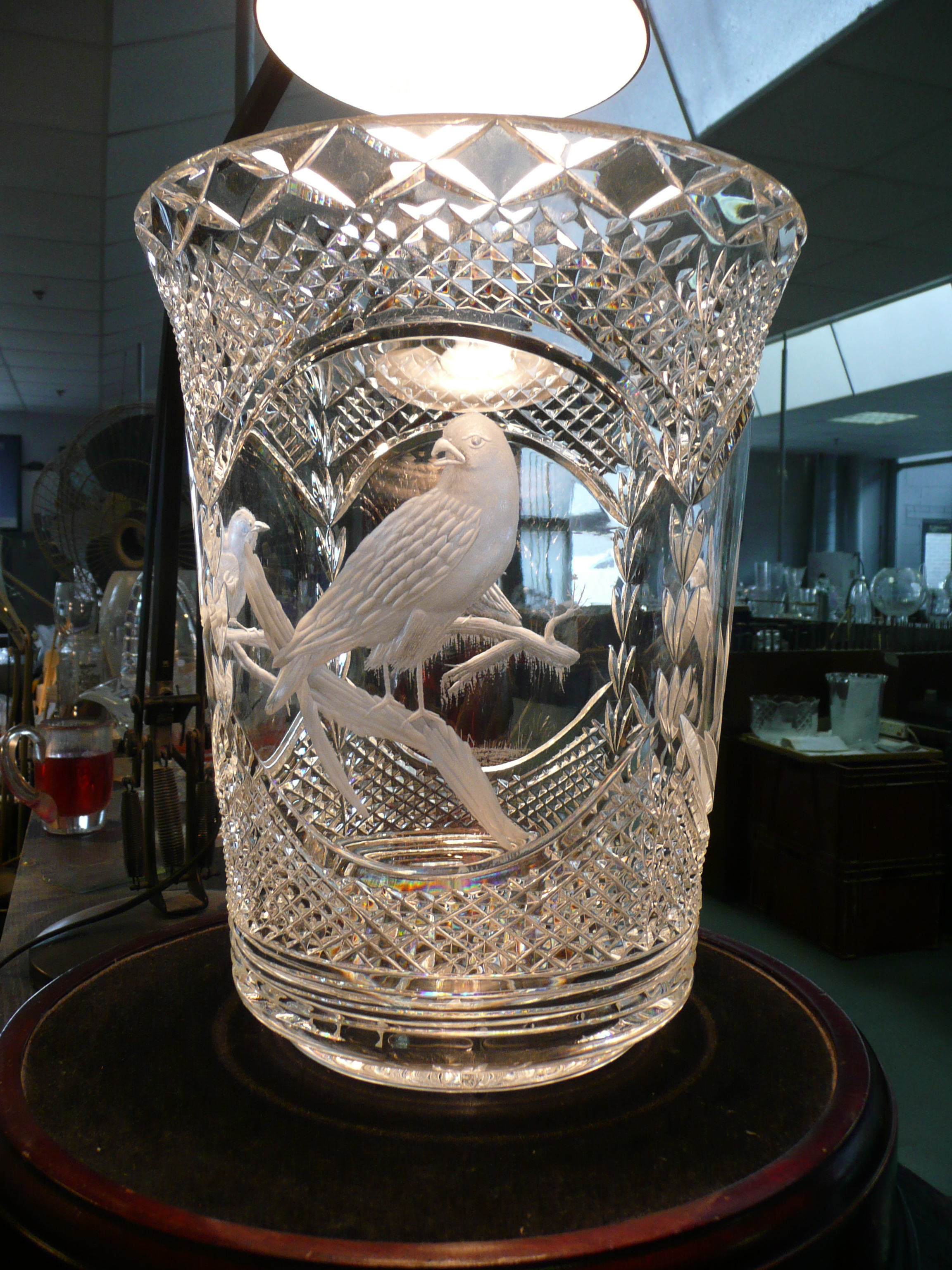
Waterford Crystal gegraveerd glas

Waterford Crystal is een merk van kristallen producten uit Waterford in Ierland.
Op 5 januari 2009 vroeg de firma Waterford Wedgwood surseance van betaling aan en eind maart 2009 werd het bedrijf verkocht aan een Amerikaanse participatiemaatschappij.. Het aandeel Waterford Wedgwood is genoteerd aan de Irish Stock Exchange, maar met een prijs per aandeel van 1/10e Eurocent en de laatste dag dat er daadwerkelijk gehandeld was was op 2 januari 2009. Volgens de cijfers van de ISE zijn er bijna 85 miljard aandelen uitgegeven, wat tegen een koers van €0,001 een marktkapitalisatie oplevert van bijna €85 miljoen..
Op 22 juni 2010 herstartte de productie van kristal in Waterford. In een nieuwe fabriek worden op kleine schaal (ongeveer 2 ton kristal per dag) nieuwe producten vervaardigd. De fabriek vervaardigt vooral 'op maat gemaakte producten', al is het toch eerder een bezoekerscentrum dan een productiefaciliteit.
Waterford Crystal wordt thans geproduceerd in Waterford zelf, Slovenië, Duitsland en Tsjechië.